# الفدية (رواية جون كليري)
رواية الفدية (بالإنجليزية: Ransom)‏ هي رواية للكاتب الأسترالي جون كليري. نشرت عام 1973.